# Stellarator
Stellarator är en fusionsreaktor, alltså en kärnkraftsanläggning som frigör energi genom sammanslagning, fusion, av lätta atomkärnor.

## Historik
Stellaratorn utvecklades först i USA i början av 1950-talet och senare också i andra länder. Namnet anspelar på stellar object, alltså ”stjärna”. Reaktorns verkningssätt liknar en stjärnas. Flera anläggningar byggdes. Det uppstod emellertid svårhanterliga problem samtidigt som den sovjetiska tokamaktekniken på 1960-talet visade lovande resultat. Detta gjorde att utvecklingen av stellaratorn avstannade och resurserna internationellt huvudsakligen satsades på tokamakreaktorer. För närvarande byggs den stora tokamakreaktorn ITER i Frankrike.

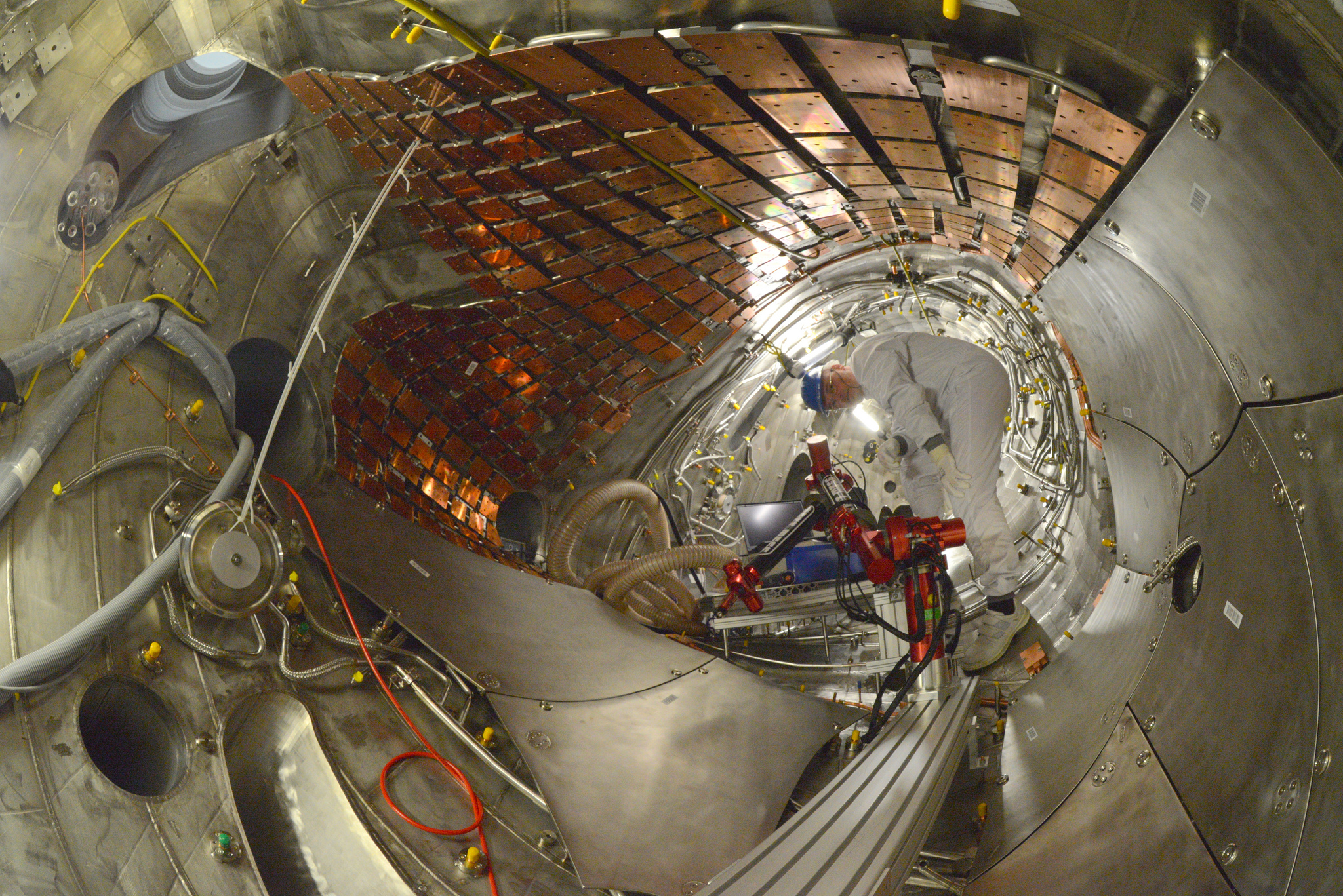
Wendelstein 7-X, inuti reaktorkärlet

På 1990-talet väcktes intresset för stellaratorn åter till liv, dels beroende på svårigheter med tokamaktekniken, dels på grund av nya tekniska landvinningar, inte minst snabba datorer. Flera nya försöksanläggningar med stellaratorteknik har byggts, bland andra Wendelstein 7-X i Tyskland.

## Fusion
I en fusionsreaktor slås lätta atomkärnor samman på samma sätt som i en vätebomb, dock under kontrollerade former. Man har främst intresserat sig för reaktionen
D + T → 4He + n + energi
De två väteisotoperna deuterium och tritium bildar en heliumkärna plus en fri neutron och energi. Större delen av den frigjorda energin utgörs av rörelseenergi hos neutronen.
Atomkärnor är elektriskt laddade och repellerar därför varandra. För att kunna sammanföras måste de ges så hög hastighet att de kolliderar. Partiklarna kan då bindas samman genom stark växelverkan. Hög hastighet i en reaktor kan sägas vara det samma som hög temperatur hos ett plasma, alltså hos en joniserad gas.
Tre egenskaper hos plasmat är avgörande i en fusionsreaktor: tillräckligt hög temperatur, tillräckligt hög täthet och tillräckligt lång inneslutningstid. Faktorerna är beroende av varandra. Man räknar med att behöva nå en temperatur av 100-150 miljoner °C. I solens inre är temperaturen 15 miljoner grader men där är tätheten desto högre och inneslutningstiden längre.

## Inneslutning

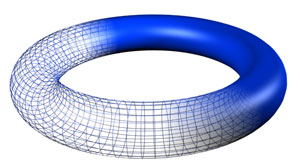
Torus

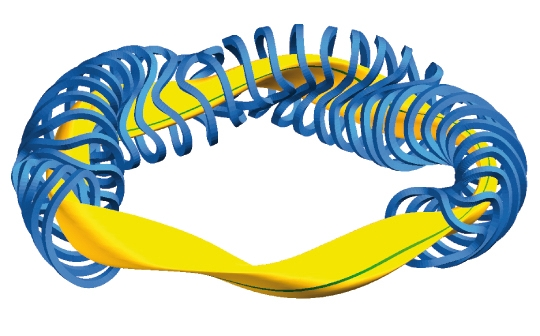
Magnetfältet i W 7-X, Wendelstein. Elektromagneter (blå) omger plasmat (gult). En magnetisk fältlinje (grön) visas i plasmat.

Reaktorkärlet i en stellarator är (liksom i en tokamak) format som en torus (se bild). Det heta plasmat hålls på plats av ett spiralformat magnetfält (se bild) och reaktorkärlet i stellaratorn (men inte i tokamaken) är vridet så det också blir spiralformat.
Magnetfältet i en stellarator genereras helt av yttre magneter. Dessa måste vara lokaliserade med extrem noggrannhet.
Vid fusion skapas snabba neutroner. De är elektriskt neutrala och kan inte hållas på plats av magnetfältet utan träffar och absorberas av reaktorkärlets vägg, som värms upp. Materialet i väggen blir med tiden radioaktivt, men det avfall som bildas är lågaktivt och mängden avsevärt mindre än från en fissionsreaktor.

## Bränsle
I en framtida kommersiell reaktor är det tänkt att använda deuterium och tritium som bränsle. Deuterium är en väteatom vars kärna består av en proton och en neutron. Deuterium kan utvinnas ur vanligt vatten.
Väteisotopen tritium består av en proton och två neutroner. Det är radioaktivt och finns i mycket begränsad mängd på jorden. I stället kan man tillverka ämnet genom att bestråla det tämligen vanliga grundämnet litium med neutroner. Om man täcker reaktorkärlets vägg med litium kan de neutroner som bildas vid fusionen bidra till att skapa nytt tritium.

## Upphettning
Den höga temperaturen, 100-150 miljoner °C, upprätthålls genom den energi som frigörs vid vätefusionen men tillförs också utifrån i form av mikrovågor och tillförsel av snabba (neutrala) väteatomer. Vid uppstart kan man även inducera en elektrisk ström i plasmat.

## Jämförelse stellarator - tokamak

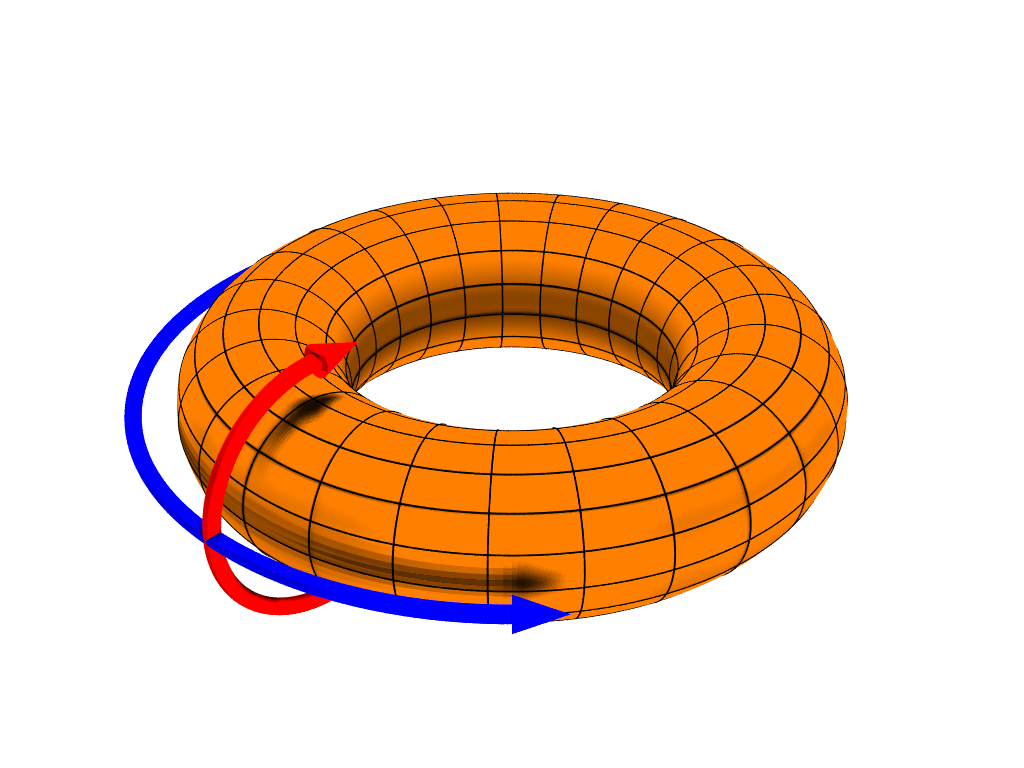
Toroidal riktning (blå pil) och poloidal riktning (röd pil)

Magnetfälten i reaktorerna består av en toroidal komponent (se bild, blå pil) och en poloidal komponent (röd pil). I stellaratorn skapas båda delfälten av yttre magneter. I tokamaken skapas det toroidala fältet av yttre magneter men det poloidala fältet av en elektrisk ström som genereras i plasmat.
I tokamaken bidrar strömmen också till upphettningen av plasmat.
Det finns för- och nackdelar med metoderna:
- Stellaratorn kan köras kontinuerlig en längre tid, tokamaken bara i pulser
- I stellaratorn kontrolleras plasmats stabilitet direkt av magnetspolarna, i tokamaken måste även plasmaströmmen kontrolleras
- Ett problem med stellaratorn är att det är mycket svårt att konstruera och placera tillräckligt exakta och stabila magnetspolar

## Framtiden
De reaktorer som finns eller byggs nu är rena forskningsanläggningar. Det kommer att dröja länge innan det finns en energimässigt lönsam fusionsreaktor. Det räcker inte att få till stånd fusion, det har man redan åstadkommit. Man måste kunna få ut mer energi ur processen än man stoppar in. Dit är det ännu långt. Tokamak är fortfarande huvudspåret, men stellaratorn är en av flera alternativa lösningar.